# Mama Kershaw's Boy
Mama Kershaw's Boy es el séptimo álbum de estudio del cantautor estadounidense Doug Kershaw. Fue publicado en mayo de 1974 a través del sello Warner Bros. Records.

## Grabación y contenido
Mama Kershaw's Boy se grabó en los estudios Sound Shop, en Nashville, Tennessee. Buddy Killen produjo el álbum y Ernie Winfrey se desempeñó como ingeniero de audio. Una vez completas las sesiones de grabación, Mama Kershaw's Boy se masterizó en los estudios Warner Bros., en North Hollywood, California. El álbum contiene once canciones—todas compuestas por Doug Kershaw—e incluye el sencillo «Mama's Got the Know How», que se posicionó en las listas de sencillos de country de Estados Unidos y Canadá en los puestos números 77 y 83, respectivamente.

## Recepción de la crítica
Un escritor no especificado de la revista Cash Box declaró: “La habilidad de Doug para tocar el violín es sorprendente en este LP y se complementa de manera experta con el trabajo de profesionales consagrados como Tommy Allsup, Bob Wood, Brenton Banks y Sonny Throckmorton”.

## Lista de canciones
Todas las canciones escritas y compuestas por Doug Kershaw.
Lado uno
1. «Nickel in My Pocket» – 2:20
2. «Hi Lady» – 3:45
3. «Lady Ann» – 4:48
4. «Whatcha Gonna Do When You Can't» – 2:44
5. «Cajun Grass» – 2:04

Lado dos
1. «I Just Remember Just Enough» – 3:00
2. «Can't Be All Bad» – 3:48
3. «Swamp Dance» – 3:44
4. «Colorado» – 3:57
5. «Mama's Got the Know How» – 2:09
6. «Hippie Ti Yo» – 3:14

## Créditos y personal
Créditos adaptados desde las notas de álbum de Mama Kershaw's Boy.
Músicos
- Doug Kershaw – voz principal, violín tradicional
- Tommy Allsup – guitarra
- Harold Bradley – guitarra
- Max Schwennsen – guitarra, coros
- Bobby Thompson – guitarra
- Billy Sanford – guitarra
- Buddy Harman – batería
- Larrie London – batería
- Stu Basore – steel guitar
- Joe Allen – bajo eléctrico
- Bobby Wood – piano
- Sonny Throckmorton – coros
- Bobby Harden – coros

Personal técnico
- Buddy Killen – productor
- Ernie Winfrey – ingeniero de audio
- Ed Thrasher – director artístico, fotografía
- John & Barbara Casada – diseño

## Posicionamiento
| Gráfica (1974)                                    | Pico de posición |
| ------------------------------------------------- | ---------------- |
| Estados Unidos (Billboard Hot Country LPs)        | 14               |
| Estados Unidos (Cash Box Top Country LP's)        | 28               |
| Estados Unidos (Record World Country Album Chart) | 37               |